# A magyar főrendiház elnökeinek listája
A Főrendiház elnöke a Magyar Királyság kétkamarás törvényhozó testületének, az Országgyűlés felsőházának, a Főrendiháznak volt a házelnöke 1848 és 49 között, 1861-ben, valamint 1965-től az Osztrák–Magyar Monarchia megszűnéséig, amikor a törvényhozó testület egykamarás lett; a tisztséget az Országgyűlés elnöke vette át.
A Felsőház elnöke a két világháború között visszavezetett kétkamarás Országgyűlés felsőházának elnöke volt 1927 és 1945 között, a Horthy-korszak alatti Magyar Királyságban.

## Hivatalos megnevezése
| Név                                    | Kezdete           | Vége                |
| -------------------------------------- | ----------------- | ------------------- |
| A Főrendiház elnöke                    | 1848. június 25.  | 1849. augusztus 11. |
| Feloszlatva (1849–1861)                |                   |                     |
| A Főrendiház elnöke                    | 1861. április 6.  | 1861. augusztus 11. |
| Feloszlatva (1861–1865)                |                   |                     |
| A Főrendiház elnöke                    | 1865. december 9. | 1918. november 16.  |
| Az Országgyűlés egykamarás (1918–1927) |                   |                     |
| A Felsőház elnöke                      | 1927. január 31.  | 1945. március 28.   |

## Lista

### AFőrendiházelnökei (1848–1918)
| #                                                                  | Portré | Házelnök                                                                   | Hivatal kezdete      | Hivatal vége         | Párt             | Párt |
| ------------------------------------------------------------------ | ------ | -------------------------------------------------------------------------- | -------------------- | -------------------- | ---------------- | ---- |
| 1                                                                  |        | székhelyi Mailáth György (1786–1861)                                       | 1848. június 25.     | 1848. december 31.   | Konzervatív Párt |      |
| 2                                                                  |        | perényi báró Perényi Zsigmond (1783–1849)                                  | 1848. december 31.   | 1849. augusztus 11.  | Ellenzéki Párt   |      |
| A Főrendiház feloszlatva (1849. augusztus 11. – 1861. április 6.)  |        |                                                                            |                      |                      |                  |      |
| 3                                                                  |        | gróf nagyapponyi Apponyi György (1808–1899)                                | 1861. április 6.     | 1861. augusztus 11.  | Konzervatív Párt |      |
| A Főrendiház feloszlatva (1861. augusztus 22. – 1865. december 9.) |        |                                                                            |                      |                      |                  |      |
| 4                                                                  |        | kissennyei báró Sennyey Pál (1822–1888)                                    | 1865. december 9.    | 1867. március 22.    | Deák-párt        |      |
| 5                                                                  |        | ifjabb székhelyi Mailáth György (1818–1883)                                | 1867. március 22.    | 1883. március 29.    | Konzervatív Párt |      |
| 6                                                                  |        | idősebb magyarszőgyéni és szolgaegyházi Szőgyény-Marich László (1806–1893) | 1883. május 25.      | 1884. december 7.    | Szabadelvű Párt  |      |
| (4)                                                                |        | kissennyei báró Sennyey Pál (1822–1888)                                    | 1884. december 7.    | 1888. január 3.      | Szabadelvű Párt  |      |
| 7                                                                  |        | báró vajai Vay Miklós (1802–1894)                                          | 1888. január 17.     | 1894. május 13.      | Szabadelvű Párt  |      |
| 8                                                                  |        | okányi és érkenézi Szlávy József (1818–1900)                               | 1894. szeptember 16. | 1896. október 3.     | Szabadelvű Párt  |      |
| 9                                                                  |        | székeli Tóth Vilmos (1832–1898)                                            | 1896. november 22.   | 1898. június 14.     | Szabadelvű Párt  |      |
| 10                                                                 |        | gróf nagykárolyi Károlyi Tibor (1843–1904)                                 | 1898. június 17.     | 1900. október 2.     | Szabadelvű Párt  |      |
| 11                                                                 |        | körösszegi és adorjáni gróf Csáky Albin (1841–1912)                        | 1900. október 2.     | 1906. február 19.    | Szabadelvű Párt  |      |
| 12                                                                 |        | gróf cserneki és tarkői Dessewffy Aurél (1846–1928)                        | 1906. május 17.      | 1910. február 10.    | Szabadelvű Párt  |      |
| (11)                                                               |        | körösszegi és adorjáni gróf Csáky Albin (1841–1912)                        | 1910. február 10.    | 1912. szeptember 21. | Szabadelvű Párt  |      |
| 13                                                                 |        | branyicskai báró Jósika Sámuel (1848–1923)                                 | 1912. szeptember 21. | 1917. június 19.     | Szabadelvű Párt  |      |
| 14                                                                 |        | futaki, szalai és tavarnai gróf Hadik-Barkóczy Endre (1862–1931)           | 1917. június 19.     | 1918. június 18.     | Alkotmánypárt    |      |
| 15                                                                 |        | báró zalánkeméni Wlassics Gyula (1852–1937)                                | 1918. június 18.     | 1918. november 16.   | Alkotmánypárt    |      |

Az első magyar köztársaság idején a Főrendiházat a Magyar Nemzeti Tanács váltotta fel, majd ezt követi a Tanácsköztársaság idején a Tanácsok Országos Gyűlése. A visszaállított Magyar Királyság elején, 1920 és 1927 között az egykamarás Nemzetgyűlés ülésezik, majd ezt váltja fel a Felsőház néven újjáalakult kétkamarás Nemzetgyűlés felsőháza 1927 és 1945 között.

### A Felsőház elnökei (1927–1945)
| #    | Portré | Házelnök                                               | Hivatal kezdete   | Hivatal vége      | Párt          | Párt |
| ---- | ------ | ------------------------------------------------------ | ----------------- | ----------------- | ------------- | ---- |
| (15) |        | báró zalánkeméni Wlassics Gyula (1852–1937)            | 1927. január 31.  | 1935. március 8.  | független     |      |
| 16   |        | sárvár-felsővidéki gróf Széchényi Bertalan (1866–1943) | 1935. május 1.    | 1943. június 3.   | független     |      |
| 17   |        | báró Perényi Zsigmond (1870–1946)                      | 1943. június 3.   | 1944. november 3. | Egységes Párt |      |
| 18   |        | vitéz nagylaki Rátz Jenő (1882–1952)                   | 1944. november 3. | 1945. március 28. | Egységes Párt |      |